# Heim Pál Országos Gyermekgyógyászati Intézet
A Heim Pál Országos Gyermekgyógyászati Intézet (korábban Heim Pál Gyermekkórház) Budapest VIII. kerületében, a Tisztviselőtelep szélén elhelyezkedő gyermekkórház, nevét Heim Pál gyermekorvosról kapta.

## Története
A kórházat Magyar Királyi Állami Gyermekmenhely néven, elhagyott gyermekek számára 1907-ben alapították, gyermekvédelmi és gyógyítási célból. Az épületeket Ybl Lajos tervezte. Az egészséges gyermekek az 1901. VIII. tv. alapján nevelőszülőkhöz kerültek, míg a beteg gyermekeket a Menhely kórházi részlegén helyezték el. Az Intézetben a fekvőbeteg-ellátás mellett járóbeteg-ambulancia is működött. A második világháborúban elárvult gyermekek nagy száma miatt jelentős volt a zsúfoltság, az épületek  is számos kárt szenvedtek. A II. világháború után a sérült építményeket rekonstruálták és az intézményt "Országos Gyermekvédő Intézet"-té nevezték át. 1954-ben neve: Bókay János Gyermekkórház, majd 1957-től Heim Pál Gyermekkórház. Ekkor már a gyermekvédelmi feladatokat a különvált Gyermekvédelmi Intézet látta el, a gyermekkórház kizárólag gyógyítási feladatokat végez. A kórházzá válás után 555 ágyon ápolták, gyógyították a kis betegeket.
A kórházhoz Poliklinikát csatoltak a főváros déli-keleti gyermek betegeinek befogadása céljából. A gyermekszakorvos-képzés egy időre az épületben működő l. sz. Gyermekgyógyászati Tanszékhez került, később a Semmelweis Orvostudományi Egyetem feladatává vált, de egyetemi tanszék azóta is működik a kórházban.
Az önkormányzat javaslata alapján 2005 végén a kórházat összevonták a Madarász utcai Gyermekkórházzal.
2006 végén lebontották a régi G pavilont, helyén 2009-ben adták át új épületet, mely alapítványi támogatásból épült fel, belgyógyászati- és gasztroenterológiai ágyakkal, speciális endoszkópos és alváslaborral, ahol a szülők számára is helyet biztosítanak. Ugyanebben az évben új pszichiátriai osztály és gyermekfogászati centrum is nyílt.
2019-ben lebontották a régi H épületet és jelentős alapítványi támogatással EU pályázatból új, modern épület épült, amelyben gyermek MR központ került kialakításra.[forrás?]
A gyermekgyógyászati szubspecialitások közül minden szakma megtalálható. Összesen 558 ágyon, 7 telephelyen, 27 fekvőbeteg osztályon, 82 ambulancián 32 500 fekvőbeteg és 450 000 ambuláns ellátás és 2 millió beavatkozás történik évente, melyből 697 000 laboratóriumi vizsgálat és 128 000 képalkotó vizsgálat (rtg, UH,CT,MR).
Az Üllői úti központi telephelyen találhatók főként az akut ellátási és/vagy nagy diagnosztikai és therápiás igényű osztályok - összesen 15 aktív fekvőbeteg ellátó osztály és  4 rehabilitációs osztály. Ez a telephely a Középmagyarországi Régió és sok szempontból az ország gyermeksürgősségi és baleseti központja. Folyamatos ügyeletet biztosít a gyermeksürgősségi ellátásban, a gyermekbaleseti ellátásban, külön az 1 év alatti súlyos sérültek ellátásában, itt található a gyermek toxikológiai központ és a sav-és lúgmart gyermekek nonstop ügyelete, a légúti idegentest ügyelet, a budapesti fülfájós központi ügyelet, az altatásos gyermek CT ügyelet, a 16 év alatti stroke ügyeleti központ is. 
Országos hatáskörű a gyermek ECMO központ, a kézsebészet, a gyermekbőrgyógyászat, a toxikológiai és anyagcsere-, a gyermekfül-orr-gégészet, a gyermekszemészet, a Gyermek MR Központ. 
A Madarász utcai telephelyen  a koraszülött ellátás, a csecsemő -és  gyermekbelgyógyászat, gyermeksebészet, fogyatékos fogászat, gyermekintenzív és krónikus lélegeztetés osztályok találhatók.
A Rottenbiller utcai telephelyen a „SmileCenter”- gyermekfogászat, gyermekfogszabályozás, szájsebészet, a Delej utcai telephelyen a gyermekpszichiátria és pszichiátriai rehabilitáció található.
A Gyermektéri telephelyen gyermekfogászati prevenció, a Faludi utcai telephelyen Mentálhigienes Központ működik.
Dr. Nagy Anikó 2012 óta áll az intézmény élén. 
A kórház 2018-tól Heim Pál Országos Gyermekgyógyászati Intézet néven működik és a gyermekgyógyászat területén, az EMMI irányítása alatt, országos módszertani feladatokat is ellát.

### Vezetői
- 1946–1952: dr. Dobszay László (1904–1983) gyermekorvos, egyetemi tanár[3]
- 1952–1953: nincs kinevezett vezető
- 1953–1978: dr. Sárkány Jenő (1913–1990) gyermekgyógyász, egyetemi tanár[3]
- 1979–1990: dr. Gorácz Gyula (1929–2001) citológus, patológus, egyetemi tanár[4]
- 1991–1995: dr. Tary Erzsébet[5]
- 1995–2005: Smrcz Ervin[5]
- 2005–2012: prof. dr. Harmat György gyermekorvos[5]
- 2012–: dr. Nagy Anikó (1962) orvos-közgazdász, egészségpolitikus[6]